# Rio Conchos (film din 1964)
Rio Conchos (titlul original: în engleză Rio Conchos) este un film western american, realizat în 1964 de regizorul Gordon Douglas, 
după romanul Guns of Rio Conchos (1958) al scriitorului Clair Huffaker, protagoniști fiind actorii Richard Boone, Stuart Whitman, Tony Franciosa și Jim Brown.

## Rezumat
Un fost ofițer al Armatei Statelor Confederate pe nume Jim Lassiter, s-a răzbunat ucigând indienii apași care i-au masacrat familia și recuperează un model nou de pușcă cu repetiție furată de apași de la armată. Deoarece apașii s-au dovedit îndemânatici în mânuirea armelor mai mici, există motive de îngrijorare dacă aceștia ar fi echipați cu astfel de arme moderne.
Armata SUA îl arestează pentru fapta sa pe Lassiter, dar i se oferă libertatea dacă va conduce în Mexic o unitate mică, clandestină de cercetași alcătuită dintr-un căpitan, sergentul Franklyn, un prizonier mexican bun mânuitor de cuțit, iar mai târziu o femeie războinică apașă, Sally, cu misiunea de a-l găsi pe deținătorul stocului de carabine și a le distruge.
După ce și-au făcut drum printre bandiți și apași, ei descoperă că Pardee, un alt fost colonel rebel, a înființat un nou cartier general confederat și vinde arme apașilor, inclusiv celor care au măcelărit familia lui Lassiter. În luptele ce urmează, Sally îi salvează viața lui Lassiter, așa că acesta își lasă deoparte ura contra apașilor. El și Franklyn se sacrifică pentru a o salva pe Sally și pe căpitanul Haven, și îl înving pe Pardee și oamenii săi.

## Distribuție
- Richard Boone – maiorul James 'Jim' Lassiter
- Stuart Whitman – căpitanul Haven
- Tony Franciosa – Juan Luis Rodriguez / Juan Luis Martinez
- Edmond O'Brien – colonelul Theron 'Gray Fox' Pardee
- Jim Brown – sergentul Franklyn
- Wende Wagner – Sally (fata apașă)
- Warner Anderson – colonelul Wagner
- Rodolfo Acosta – Bloodshirt, șeful apaș
- Barry Kelley – crupierul la Presidio
- Vito Scotti – șeful bandiților
- House Peters, Jr. – un maior a lui Pardee
- Kevin Hagen – Major Johnson / „Blondebeard”
- Robert Adler – un soldat Pardee (nemenționat)
- Timothy Carey – Chico (proprietarul cantinei) (nemenționat)
- Abel Fernandez – gardă mexicană (nemenționat)
- Mickey Simpson – barmanul care refuză să-l servească pe Franklyn (nemenționat)